# Ржаксинский, Пётр Алексеевич
Пётр Алексе́евич Ржа́ксинский (16 июля 1862, Воронцово-Александровское — декабрь 1918, Пятигорск, Терская область) — врач-хирург широкого профиля, бальнеолог и просветитель. С 1898 года — Главный врач городской больницы города Пятигорска, в 1907—1918 годах — председатель Русского бальнеологического общества.

## Детство
Пётр Алексеевич Ржаксинский родился в 16 июля 1862 года в семье священнослужителя в селе Новогригорьевском (близ села Воронцово-Александровское) Ставропольской губернии.
Учился в Ставропольской мужской гимназии. В школьные годы дружил с Коста Хетагуровым и участвовал в издании подпольного журнала; нелегальная деятельность школьных друзей привлекла внимание полиции, и в 1881 году директору той гимназии В. Д. Гнипову пришлось общаться со следователем окружного Ставропольского суда «по присланным повесткам Хетагурова, Наметти, Ржаксинского».

## Молодость
Окончив гимназию, Ржаксинский поступил в Императорский Харьковский университет на медицинский факультет. Выпустившись из университета, молодой медик был направлен на работу городским врачом в город Моздок Северной Осетии, где его пациентами были местные жители и казаки, служившие на Азово-Моздокской линии.
В 1886 году женился на потомственной дворянке Марии Антоновне; у них родилось двое детей — сын и дочь.

## «Дом для заразных больных» в Пятигорске
В 1892 году Пётр Ржаксинский начала работать в Пятигорске, тогда — уездном городе Терской области, в основанной пятью годами ранее княгиней М. Н. Васильчиковой больнице, которая называлась «Домом для заразных больных». Эта больница пользовалась хорошей репутацией, отличалась чистотой и опрятностью и была тогда единственным в области медицинским учреждением, в котором гражданских лиц лечили бесплатно; в соседних Ставропольской губернии и Кубанской области подобных вовсе не было, и оттуда люди ездили лечиться в Пятигорск. За год стационарное лечение проходили около четырёх тысяч человек, из которых приезжие составляли около двух с половиной тысяч.
В 1893 году основательница больницы уехала из Пятигорского уезда, больница была перешла к Пятигорскому благотворительному обществу и стала называться «Бесплатная лечебница для приходящих больных с постоянными кроватями Пятигорского благотворительного общества». В ней продолжали бесплатно лечить малоимущих пациентов и выдавать им рецепты на лекарства за счёт общества, а для остальных установили плату за пребывание в стационаре. В амбулатории при больнице всем желающим бесплатно давались «советы, хирургические пособия и повязки». Больницей руководил секретарь Русского бальнеологического общества, известный на Кавказских Минеральных Водах врач и общественный деятель Е. А. Ларин. Там же нередко проходили собрания членов общества, в которое вскоре вступил и Ржаксинский.
Эта благотворительная больница дала Ржаксинскому опыт практической работы в области общей хирургии и гинекологии, полезные знакомства и понимание необходимости заниматься медицинским и гигиеническим просвещением.

## Русское бальнеологическое общество
В 1907 году Пётр Ржаксинский участвовал в просветительских лекциях о Первой русской революции, что не понравилось наказному атаману Терской области, и тот предписал выслать Ржаксинского за пределы региона. Это предписание удалось оспорить в суде, хирург был реабилитирован и вернулся к работе, а вскоре был избран председателем Русского бальнеологического общества, которое возглавлял в 1907—1918 годах.
Многие члены РБО были убеждены в необходимости создания Бальнеологического института, в котором накопленный членами опыта практический опыт станет основой для полноценных научных исследований. П. А. Ржаксинский как бальнеолог подчёркивал необходимость открытия клинического отделения при этом институте либо в городской больнице для детального изучения действия минеральной воды на организм человека. Но эта идея была реализована только при советской власти.
А в августе 2014 года Российская Империя вступила в Первую мировую войну, что помешало основанию института, а курорты Кавказских Минеральных Вод стали военными госпиталями и перешли на круглогодичное функционирование. Большинство врачей-членов РБО были мобилизованы, но оставались на КМВ для госпитальной работы. В этих условиях Ржаксинский проявил себя как хороший организатор медицинской деятельности, руководил хирургической службой для поступающих с фронта раненых солдат, устроил бальнеолечение выздоравливающих. Зимой 1915—1916 годов он разработал комплекс мероприятий по улучшению организации медицинской и бытовой помощи воинам, добился увеличения ассигнований на содержание раненых. Один из лечившихся там солдат в письме, ныне хранящемся в Пятигорском краеведческом музее, выражал «искреннюю признательность и благодарность доктору Ржаксинскому за гуманное отношение и чисто отеческую заботливость».
В 1918 году Ржаксинский стал начальником всех лечебных учреждений города Пятигорска.

## Смерть
В декабре 1918 года Пётр Ржаксинский оказывал помощь больным сыпным тифом красноармейцам, заразился от них и умер от этой же болезни.
Похоронен в Пятигорском некрополе рядом со своей дочерью и зятем Виноградовым, которые тоже были врачами, а также другими членами Русского бальнеологического общества.

## Память

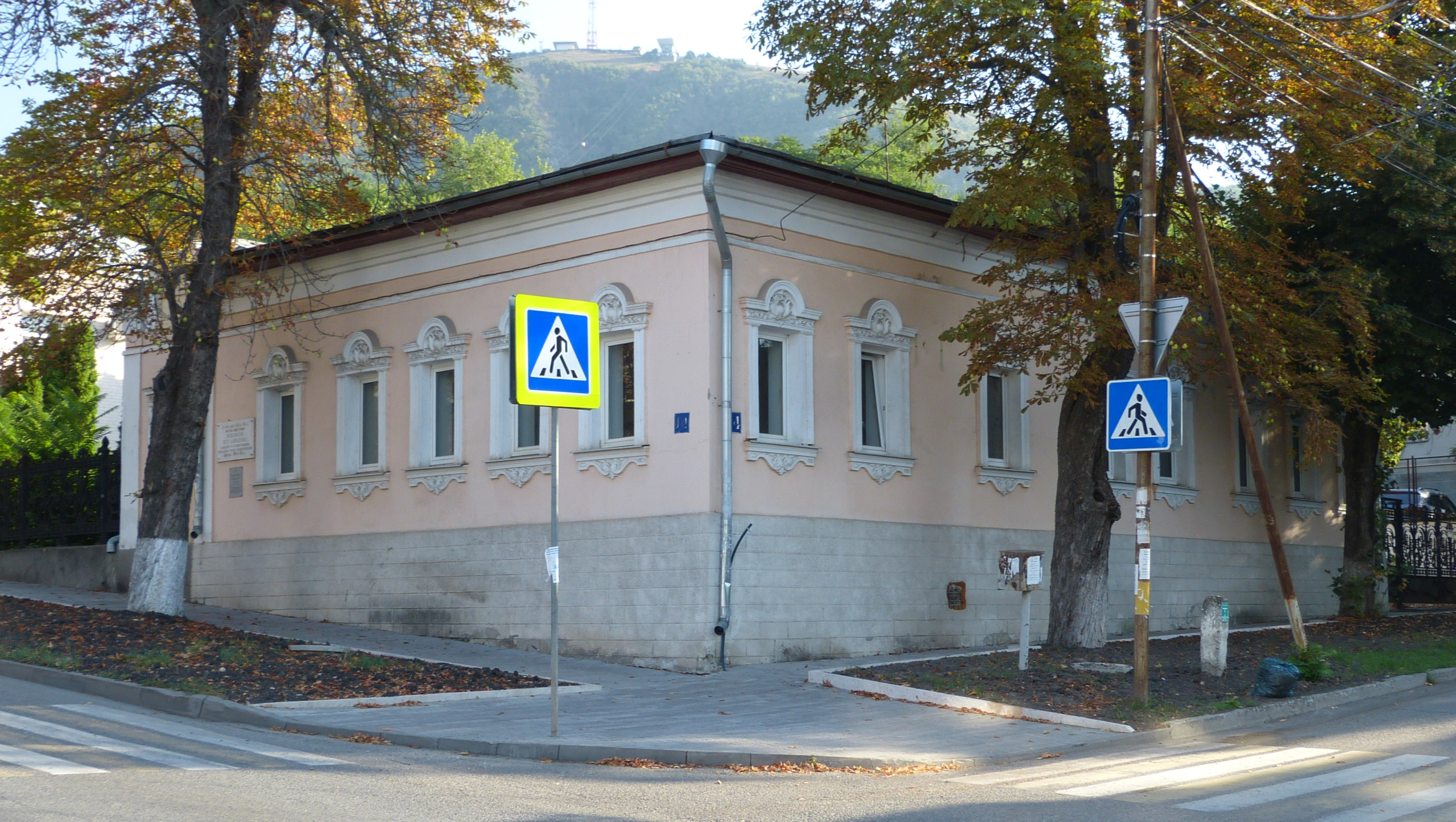
в Пятигорске в 2024 году

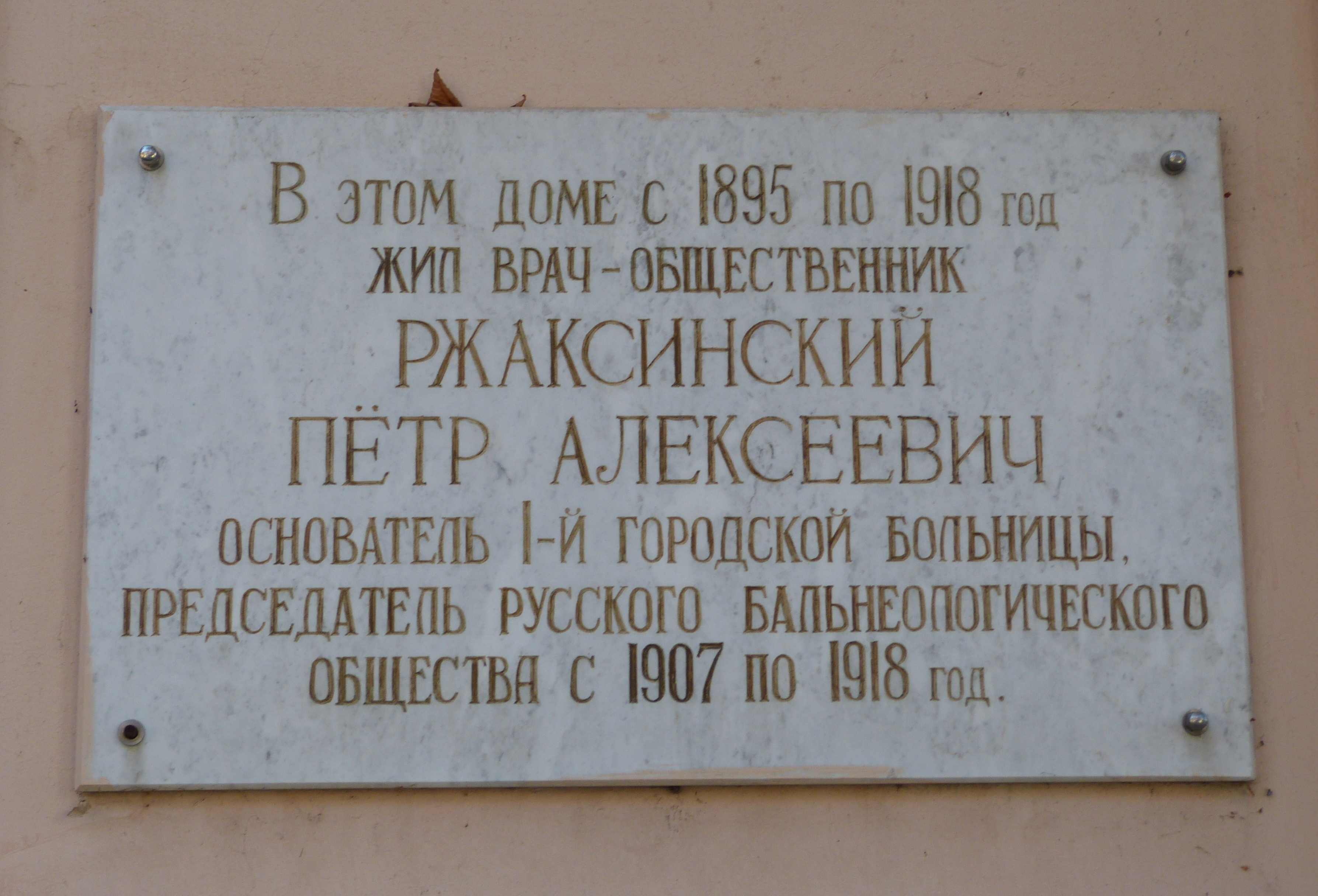
Мемориальная доска на доме

Дом в Пятигорске на улице К. Маркса (бывшей Дворянской), в котором Ржаксинский жил с 1895 до 1918 года, признан объектом культурного наследия, на нём установлена мемориальная доска с надписью: «В этом доме с 1895 по 1918 год жил врач-общественник Ржаксинский Петр Алексеевич, основатель первой городской больницы, председатель Русского бальнеологического общества с 1907 по 1918 год». В этом доме бывали многие врачи — члены РБО и Пятигорского профессионального союза врачей. А в 1918 году, по данным ряда краеведов, в нём скрывался С. М. Киров.